# Rám-hegyi-barlang
A Rám-hegyi-barlang a Duna–Ipoly Nemzeti Parkban lévő Visegrádi-hegységben található egyik üreg. Dömös területén van.

## Leírás
A Rám-hegyi-barlang a 486 méter magas Rám-hegy csúcsát alkotó, durva andezitagglomerátumból felépülő, látványos sziklaalakulat déli oldalán, a sziklák alján nyílik.
Pilismarótról a Király-kúti-nyeregbe tartó erdészeti műúton, a Dobogó-kő vonalában, jobbra egy murvás, erdészeti út ágazik ki. Ez az út sok kanyar után a Hoffmann fogadó érintésével Pilisszentlélekre vezet. Az említett elágazással szemben, a parkoló jobb oldalán egy csenevész ösvényt találunk, azon körülbelül 150 métert megtéve a sziklák alá érünk. Az üreg ezen a déli oldalon van, a sziklák aljában. Érdemes felmenni a sziklák tetejére is: látványos sziklacsoport, páratlanul szép kilátás és a köveket borító természetes sziklakert látványa a jutalom.
Az üreg bejárata 0,55 méter széles és 1,9 méter magas. Hossza 2,4 méter és a legnagyobb szélessége 0,7 méter. A talpszint a keleti bejárat felől meredeken emelkedik. A nyugati oldalon 0,15 méter széles és egy méter magas nyílás van. A Rám-hegyi-barlang feletti üreg hossza 1,6 méter, a szélessége 0,75 méter és a magassága 1,2 méter. Felmenni hozzá a nyugati oldalon könnyebb, a keleti nyílása egy kis, füves párkányra vezet. Az üreg teljesen átjárható.

## Kialakulás
Az üreg úgy keletkezett, hogy egy nagy kőlap elvált a sziklatömbtől, és a keletkezett résbe befordult kisebb-nagyobb omladékkövek között sok kicsi és négy nagyobb üreg maradt. Csupán a legalsó üreg számít Eszterhás István szerint barlangnak, a felette lévők nem érik el a két méter hosszúságot. A második üreg 1,6 méter, a harmadik 0,9 méter hosszú, a negyedik felülről nyitott.

## Kutatástörténet
1997-ben Gönczöl Imre és munkatársai térképezték fel és írták le. A 2001. november 12-én készült Magyarország nemkarsztos barlangjainak irodalomjegyzéke című kézirat barlangnévmutatójában szerepel a Rám-hegyi-barlang. A barlangnévmutatóban meg van említve 1 irodalmi mű, amely foglalkozik az üreggel. A 366. tétel nem említi, a 365. tétel említi. A 2014. évi Karsztfejlődésben megjelent tanulmányban az olvasható, hogy a Visegrádi-hegység 101 barlangjának egyike a Dömösön található Rám-hegyi-barlang, amely 6,9 m hosszú és 1,7 m magas.